# Ambachtsheerlijkheid Oosthuizen
De heerlijkheid Oosthuizen (ook wel Heerlijckheyt Oosthuysen) was een ambachtsheerlijkheid gelegen in de huidige provincie Noord-Holland.
Tot de heerlijkheid behoorden behalve Oosthuizen ook Zuid-Schardam, Etersheim, Hobrede en het Verloreneinde van Kwadijk.
Het oudste archiefstuk van de heerlijkheid Oosthuizen zou uit 1292 stammen.
De bestuursvorm van de heerlijkheid Oosthuizen behoorde tot de ambachtsheerlijkheid of lage heerlijkheid. Het gezag werd daarom uitgeoefend door een ambachtsheer.

## Ambachtsheren van de heerlijkheid Oosthuizen
| Periode   | Ambachtsheren                                                                |
| --------- | ---------------------------------------------------------------------------- |
|           | Gerrit van Heemskerck Arentszoon                                             |
|           | Gerrit van Heemskerck Gerritszoon                                            |
|           | Gerrit Boel van Heemskerck                                                   |
| 1429-1475 | Clementia (vulgo Meyn) van Heemskerck                                        |
| 1475-1476 | Joost van Zevenbergen                                                        |
| 1476-1529 | Jonkvrouw Maria van Zevenbergen                                              |
| 1529-1560 | Jonkheer Cornelis van Bergen                                                 |
| 1560-1569 | Johan van Ligne                                                              |
| 1569-1615 | Karel, graaf van Arenberge                                                   |
| 1615-1633 | Jonkheer Reynout van Brederode                                               |
| 1634-1660 | Anna Catharina van Brederode en Wesenberch                                   |
| 1660-1686 | Jonkheer Pieter van Cats                                                     |
| 1686-1721 | Mr. François van Bredehoff                                                   |
| 1722-1734 | Mr. Adriaan van Bredehoff                                                    |
| 1734-1762 | Mr. François van Bredehoff                                                   |
| 1762-1706 | Mr. Joan van Bredehoff (1729-1795)                                           |
| 1796-1813 | Mr. Gerbrand van Bredehoff de Vicq (1736-1813)                               |
| 1813-1849 | Mr. François van Bredehoff de Vicq (1781-1849)                               |
| 1849-1852 | Mr. Nanning van Bredehoff de Vicq (1814-1852)                                |
| 1852-1915 | Mr. François van Bredehoff de Vicq van Oosthuizen (1849-1918)                |
| 1915-1978 | Ir. Nanning Pieter Johannes van Bredehoff de Vicq van Oosthuizen (1904-1978) |